# الغمرة (الجميمة)

تعديل مصدري - تعديل

الغمرة هي إحدى قرى عزلة مسويا بمديرية الجميمة التابعة لمحافظة حجة، بلغ تعداد سكانها 86 نسمة حسب تعداد اليمن لعام 2004.